# ロシアの首相
ロシア連邦政府議長（ロシアれんぽうせいふぎちょう、ロシア語: Председатель Правительства Российской Федерации）は、ロシア連邦政府の長（首相）である。ロシア連邦が成立した1991年から1993年までは、ソビエト連邦構成国の一つであったロシア共和国の職名を引き継ぎ、閣僚会議議長と称されていた。この記事では、ロシア帝国の首相職である大臣会議議長、ロシア共和国の人民委員会議議長および閣僚会議議長についても述べる。

## 概要
- ロシア帝国では大臣会議議長が首相に当たり、皇帝に任命されていた。
- ソ連構成国時代にはロシア共和国人民委員会議議長（1917年～1946年）、ロシア共和国閣僚会議議長（1946年～1991年）が首相に相当していた。
- ロシア連邦となってからはロシア連邦閣僚会議議長（1991年～1993年）が首相に相当し、1993年に制定されたロシア連邦憲法によってロシア連邦政府議長が現在の首相相当職となっている。

## 職務と権限
- ロシア連邦政府の基本指針の決定。
- 副首相と各大臣を任命し、大統領に承認を得る。
- ロシア連邦政府を代表する。
- 政府幹部会で議長を務める。
- ロシア連邦政府の活動を大統領に伝達する。
- 大統領が辞任した場合、罷免された場合、又は健康上の理由により職務遂行ができない場合は、3ヶ月以内に実施される大統領選挙まで大統領代行を務める。
- 首相官邸は、連邦政府庁舎であるホワイトハウス（モスクワ）にある。

## 就任
ロシアの首相はロシア連邦元首である大統領によって任命される。大統領は、前の首相が退任して2週間以内に次期首相を任命しなければならない。指名後、ロシア連邦議会の下院である国家院によって過半数の賛成を得てから就任する。過半数の賛成が得られない場合、大統領は再び次期首相を任命しなければならない。もし大統領の首相任命が下院により三度否決された場合、大統領は下院を解散する。
2020年1月15日に行われた大統領による年次教書演説では、大統領にある首相任命権を下院に移管し、また首相の組閣を大統領が拒否できないよう憲法を改正する方針が示されている。

## 歴代首相
| ロシア帝国大臣会議議長                             | ロシア帝国大臣会議議長       | ロシア帝国大臣会議議長          | ロシア帝国大臣会議議長            | ロシア帝国大臣会議議長                                          | ロシア帝国大臣会議議長 |
| 代                                                 | 首相                         | 首相                            | 所属党派                          | 在任期間                                                        | 備考                   |
| -------------------------------------------------- | ---------------------------- | ------------------------------- | --------------------------------- | --------------------------------------------------------------- | ---------------------- |
| 01                                                 |                              | セルゲイ・ウィッテ              | 無所属                            | 1905年11月6日- 1906年5月5日                                     |                        |
| 02                                                 |                              | イワン・ゴレムイキン            | 無所属                            | 1906年5月5日- 1906年7月21日                                     |                        |
| 03                                                 |                              | ピョートル・ストルイピン        | 無所属                            | 1906年7月21日- 1911年9月18日                                    |                        |
| 04                                                 |                              | ウラジーミル・ココツェフ        | 無所属                            | 1911年9月18日- 1914年2月12日                                    |                        |
| 05                                                 |                              | イワン・ゴレムイキン            | 無所属                            | 1914年2月12日- 1916年2月2日                                     |                        |
| 06                                                 |                              | ボリス・スチュルメル            | 無所属                            | 1916年2月2日- 1916年11月23日                                    |                        |
| 07                                                 |                              | アレクサンドル・トレポフ        | 無所属                            | 1916年11月23日- 1917年1月9日                                    |                        |
| 08                                                 |                              | ニコライ・ゴリツィン            | 無所属                            | 1917年1月9日- 1917年3月12日                                     |                        |
| ロシア共和国大臣会議議長                           |                              |                                 |                                   |                                                                 |                        |
| 代                                                 | 首相                         | 首相                            | 所属党派                          | 在任期間                                                        | 備考                   |
| 01                                                 |                              | ゲオルギー・リヴォフ            | 無所属                            | 1917年3月23日- 1917年7月21日                                    |                        |
| 02                                                 |                              | アレクサンドル・ケレンスキー    | 社会革命党                        | 1917年7月21日- 1917年11月8日                                    |                        |
| ロシア・ソビエト連邦社会主義共和国人民委員会議議長 |                              |                                 |                                   |                                                                 |                        |
| 代                                                 | 首相                         | 首相                            | 所属党派                          | 在任期間                                                        | 備考                   |
| 01                                                 |                              | ウラジーミル・レーニン          | ロシア社会民主労働党 ロシア共産党 | 1917年11月8日- 1924年1月21日                                    |                        |
| 02                                                 |                              | アレクセイ・ルイコフ            | ロシア共産党 全連邦共産党         | 1924年2月2日- 1929年5月18日                                     |                        |
| 03                                                 |                              | セルゲイ・シルツォフ            | 全連邦共産党                      | 1929年5月18日- 1930年11月3日                                    |                        |
| 04                                                 |                              | ダニール・スリモフ              | 全連邦共産党                      | 1930年11月3日- 1937年7月22日                                    |                        |
| 05                                                 |                              | ニコライ・ブルガーニン          | 全連邦共産党                      | 1937年7月22日- 1938年9月17日                                    |                        |
| 06                                                 |                              | ヴァシリー・ヴァフルシェフ      | 全連邦共産党                      | 1939年7月29日- 1940年6月2日                                     |                        |
| 07                                                 |                              | イヴァン・ホフロフ              | 全連邦共産党                      | 1940年6月2日- 1943年6月23日                                     |                        |
| 0-                                                 |                              | コンスタンチン・パンフィロフ    | 全連邦共産党                      | 1942年5月5日- 1943年6月23日                                     |                        |
| 08                                                 |                              | アレクセイ・コスイギン          | 全連邦共産党                      | 1943年6月23日- 1946年3月23日                                    |                        |
| ロシア・ソビエト連邦社会主義共和国閣僚会議議長     |                              |                                 |                                   |                                                                 |                        |
| 代                                                 | 首相                         | 首相                            | 所属党派                          | 在任期間                                                        | 備考                   |
| 09                                                 |                              | ミハイル・ロドノフ              | 全連邦共産党                      | 1946年3月23日- 1949年3月9日                                     |                        |
| 10                                                 |                              | ボリス・チェルノウソフ          | 全連邦共産党                      | 1949年3月9日- 1952年10月20日                                    |                        |
| 11                                                 |                              | アレクサンドル・プザロフ        | ソビエト連邦共産党                | 1952年10月20日- 1956年1月24日                                   |                        |
| 12                                                 |                              | ミハイル・ヤスノフ              | ソビエト連邦共産党                | 1956年1月24日- 1957年12月19日                                   |                        |
| 13                                                 |                              | フロル・コズロフ                | ソビエト連邦共産党                | 1957年12月19日- 1958年3月31日                                   |                        |
| 14                                                 |                              | ドミトリー・ポリヤンスキー      | ソビエト連邦共産党                | 1958年3月31日- 1962年11月23日                                   |                        |
| 15                                                 |                              | ゲンナジー・ヴォロノフ          | ソビエト連邦共産党                | 1962年11月23日- 1971年7月23日                                   |                        |
| 16                                                 |                              | ミハイル・ソロメンツェフ        | ソビエト連邦共産党                | 1971年7月28日- 1983年7月24日                                    |                        |
| 17                                                 |                              | ヴィタリー・ウォロトニコフ      | ソビエト連邦共産党                | 1983年7月24日- 1988年10月3日                                    |                        |
| 18                                                 |                              | アレクサンドル・ウラソフ        | ソビエト連邦共産党                | 1988年10月3日- 1990年6月15日                                    |                        |
| 19                                                 |                              | イワン・シラーエフ              | ソビエト連邦共産党                | 1990年6月15日- 1991年9月26日                                    |                        |
| 0-                                                 |                              | オレグ・ロボフ                  | ロシア共産党                      | 1991年9月26日- 1991年11月6日                                    |                        |
| 20                                                 |                              | ボリス・エリツィン              | 無所属                            | 1991年11月6日- 1991年12月25日（事実上） 1992年5月21日（法令上） | 大統領兼任             |
| ロシア連邦閣僚会議議長                             |                              |                                 |                                   |                                                                 |                        |
| 代                                                 | 首相                         | 首相                            | 所属党派                          | 在任期間                                                        | 備考                   |
| 01                                                 |                              | ボリス・エリツィン              | 無所属                            | 1991年12月25日（事実上） 1992年5月21日（法令上）- 1992年6月15日 |                        |
| 0-                                                 |                              | エゴール・ガイダル （首相代行） | 無所属                            | 1992年6月15日- 1992年12月14日                                   | 首相代行               |
| 02                                                 |                              | ヴィクトル・チェルノムイルジン  | 無所属                            | 1992年12月14日- 1993年12月25日                                  |                        |
| ロシア連邦政府会議議長                             |                              |                                 |                                   |                                                                 |                        |
| 代                                                 | 首相                         | 首相                            | 所属党派                          | 在任期間                                                        | 備考                   |
| 03                                                 |                              | ヴィクトル・チェルノムイルジン  | 我が家ロシア                      | 1993年12月25日- 1998年3月23日                                   |                        |
| 0-                                                 |                              | ボリス・エリツィン              | 無所属                            | 1998年3月23日                                                   | 首相代行               |
| 0-                                                 |                              | セルゲイ・キリエンコ            | 無所属                            | 1998年3月23日- 1998年4月24日                                    | 首相代行               |
| 04                                                 | 1998年4月24日- 1998年8月23日 | セルゲイ・キリエンコ            | 無所属                            |                                                                 |                        |
| 0-                                                 |                              | ヴィクトル・チェルノムイルジン  | 我が家ロシア                      | 1998年8月23日- 1998年9月11日                                    |                        |
| 05                                                 |                              | エフゲニー・プリマコフ          | 無所属                            | 1998年9月11日- 1999年5月12日                                    |                        |
| 0-                                                 |                              | セルゲイ・ステパーシン          | 無所属                            | 1999年5月12日- 1999年5月19日                                    |                        |
| 04                                                 | 1999年5月19日- 1999年8月9日  | セルゲイ・ステパーシン          | 無所属                            |                                                                 |                        |
| 0-                                                 |                              | ウラジーミル・プーチン          | 無所属                            | 1999年8月9日- 1999年8月16日                                     |                        |
| 05                                                 | 1999年8月16日- 2000年5月7日  | ウラジーミル・プーチン          | 無所属                            |                                                                 |                        |
| 0-                                                 |                              | ミハイル・カシヤノフ            | 無所属                            | 2000年5月7日- 2000年5月17日                                     |                        |
| 06                                                 | 2000年5月17日- 2004年2月24日 | ミハイル・カシヤノフ            | 無所属                            |                                                                 |                        |
| 0-                                                 |                              | ヴィクトル・フリステンコ        | 無所属                            | 2004年2月24日- 2004年3月5日                                     | 首相代行               |
| 07                                                 |                              | ミハイル・フラトコフ            | 無所属                            | 2004年3月5日- 2007年9月14日                                     |                        |
| 08                                                 |                              | ヴィクトル・ズプコフ            | 無所属                            | 2007年9月14日- 2008年5月8日                                     |                        |
| 09                                                 |                              | ウラジーミル・プーチン          | 統一ロシア                        | 2008年5月8日- 2012年5月7日                                      |                        |
| 0-                                                 |                              | ヴィクトル・ズプコフ            | 無所属                            | 2012年5月7日- 2012年5月8日                                      | 首相代行               |
| 10                                                 |                              | ドミートリー・メドヴェージェフ  | 統一ロシア                        | 2012年5月8日- 2020年1月16日                                     |                        |
| 11                                                 |                              | ミハイル・ミシュスティン        | 無所属                            | 2020年1月16日- （現職）                                         |                        |
| 0-                                                 |                              | アンドレイ・ベロウソフ          | 無所属                            | 2020年4月30日- 2020年5月19日                                    | 首相代理               |